# رضا القلعي
رضا القلعي ولد في 8 أو 19 ماي 1931 بتونس وتوفي يوم 7 ماي 2004، موسيقار تونسي ومن أشهر العازفين على آلة الكمنجة.

## تكوينه
ولد رضا القلعي من أب نساج. وقد تابع تعليمه الابتدائي بمدرسة خير الدين بالعاصمة، قبل أن ينقطع عنه خلال الحرب العالمية الثانية. ليلتحق بدكان الموسيقار عبد العزيز جميل الذي علمه لأربع سنوات العزف على آلتي العود والكمنجة. ثم واصل تعلم الكمنجة على أحد الإيطاليين ويسمى سوترانا (Sotrana) واستمر على ذلك لمدة خمس سنوات..

## عالم الموسيقى
كوَّن بعد ذلك مع كل من البشير جوهر والهادي الصنهاجي فرقة المنار التي أدخلت لأول مرة الآلات الأجنبية إلى الأوركستر التونسي: البيانو والأكورديون بالإضافة إلى آلات النفخ . وكان لهذه الفرقة أن تكتشف عددا ممن سيبرزون في عالمي الموسيقى والغناء.
وفي عام 1948 غنّى مع عدد من أبرز المطربين التونسيين آنذاك : علي الرياحي وراوول جورنو.
بالإضافة إلى العزف على الكمنجة الذي برع فيه، فقد قام رضا القلعي بالتلحين وكتابة الكلمات حيث غنّى له عدد من المطربين التونسيين، وفي مقدمتهم بية أخت زوجته التي يعود له الفضل في دخولها عالم الفن تحت اسم علية، وكذا الهادي القلال وصافية الشامية ونعمة والهادي المقراني وعز الدين إيدير. وبالإضافة إلى ذلك فهو الذي اكتشف الراقصتين زينة وعزيزة.

## عائليا
تزوج رضا القلعي من سميرة الرحال البنت الكبرى للممثل البشير الرحال، وأنجب منها خمسة أبناء أربعة ذكور وبنت هم على التوالي: شاكر، هالة، رياض، سمير، هشام .